# Miheil Saakașvili
Miheil Saakașvili (în georgiană მიხეილ სააკაშვილი; în ucraineană Міхеїл Саакашвілі; n. 21 decembrie 1967, Tbilisi) este un politician georgiano-ucrainean, care fost președinte al Georgiei de la 25 ianuarie 2004 până la 17 noiembrie 2013. Între mai 2015 și noiembrie 2016 a fost guvernator al regiunii Odesa din Ucraina.
Prenumele său este câteodată scris „Mihail”, deși transliterarea corectă georgiană este „Miheil” (მიხეილ) și nu „Mihail”.

## Biografie
Miheil Saakașvili s-a născut la 21 decembrie 1967, la Tbilisi, într-o familie de intelectuali. Tatăl său, Nikoloz Saakașvili, este un medic din Tbilisi care mai era și director la un centru balneologic local. Mama sa, Giuli Alasania, este un istoric, lector la Universitatea de Stat din Tbilisi.
Miheil a absolvit Școala Internațională de Drept din cadrul Universității din Kiev (Ucraina) în 1992 și și-a continuat studiile la Universitatea Columbia din New York, apoi la Universitatea George Washington din Washington.
În 1995 devine membru în partidul Uniunea Cetățenilor din Georgia (SMK), creat de Eduard Șevardnadze, devenindu-i un apropiat colaborator. În același an este ales deputat.
Pe 12 octombrie 2000, Saakașvili e numit Ministru al Justiției în cadrul Guvernului președintelui Șevardnadze. De pe această funcție încearcă să pună la punct acțiuni împotriva corupției din rândul clasei politice. În 2001, opoziția lui față de partid conduce la o înrăutățire a relației cu SMK și la o înfruntare directă cu Șevardnadze.
Își creează un nou partid și se prezintă la alegerile prezidențiale din 2003, câștigate de Șevardnadze dar asupra cărora planau acuzații de fraudare. Saakașvili contestă rezultatele alegerilor și, cu ajutorul Statelor Unite, stârnește proteste și manifestații populare masive care cer anularea rezultatelor, mișcare cunoscută drept Revoluția Trandafirilor. În cele din urmă Șevardnadze demisionează și, după noi alegeri în 2004, Saakașvili reușește să obțină președinția țării.
Vorbește engleză, franceză, rusă, abhază și osetă (două limbi minoritare vorbite în Georgia) și bineînțeles, limba sa maternă, georgiana. Totuși, în timpul campaniei prezidențiale din 2004, multe medii de comunicare lasă de înțeles că are un nivel lingvistic slab în limba georgiană, pentru că preferă să vorbească în rusă atunci când poartă discuții cu oamenii sau în engleză sau franceză pentru a comunica cu jurnaliștii occidentali.
La sfârșitul anului 2007 este reales Președinte, în urma unui scrutin foarte polemic împotriva rivalului său Levan Gaceciladze. În august 2008 ordonă începerea unei ofensive împotriva regiunii separatiste pro-ruse Osetia de Sud, care provoacă intrarea trupelor rusești în regiune.
Saakașvili a susținut energic mișcarea Euromaidan din Ucraina și revoluția ucraineană din 2014. Pe 30 mai 2015 Președintele Ucrainei Petro Poroșenko l-a numit pe Saakașvili în funcția de guvernator al regiunii Odesa, totodată acordându-i cetățenie ucraineană. Acesta și-a anunțat demisia pe 7 noiembrie 2016, fiind înlăturat oficial din funcție pe 9 noiembrie, printr-un decret prezidențial semnat de Poroșenko.
În octombrie 2021, Miheil Saakașvili a fost arestat după ce a pătruns ilegal în Georgia, în încercarea de a reveni în țară, în contextul alegerilor locale organizate la acea vreme. În 2018, acesta a fost condamnat în lipsă la 6 ani de închisoare pentru abuz de putere, respectiv 3 ani de închisoare, pentru încercarea de a înlătura probe cu privire la o altercație din 2005, în care a fost implicat politicianul de opoziție Valerii Gelașvili.